# Parris Island
Parris Island es un pueblo ubicado en el condado de Beaufort en el estado estadounidense de Carolina del Sur. El pueblo en el año 2000 tiene una población de 4841 habitantes en una superficie de 50.8 km², con una densidad poblacional de 153.7 personas por km².
Los españoles fundaron una colonia en su territorio en el siglo XVI, llamada Santa Helena.

## Geografía
Según la Oficina del Censo, el pueblo tiene un área total de 50,8 km² (19,6 mi²), de la cual 31,5 km² (12,2 mi²) es tierra y 19,3 km² (7,5 mi²) (37.96 %) es agua.

### Localidades adyacentes
El siguiente diagrama muestra a las localidades en un radio de 20 kilómetros (12,4 mi) de Parris Island.

## Demografía
En el 2000 la renta per cápita promedia del hogar era de 36 599 $, y el ingreso promedio para una familia era de 40 867 $. El ingreso per cápita para la localidad era de 18 163 $. En 2000 los hombres tenían un ingreso per cápita de 26 942 $ contra 23 671 $ para las mujeres. Alrededor del 10.1 % de la población estaba bajo el umbral de pobreza nacional.